# Anders Thomas Jensen
Anders Thomas Jensen (ur. 6 kwietnia 1972 w Frederiksværk) – duński scenarzysta i reżyser.
Twórca między innymi Zielonych rzeźników (2003) i nominowanych do Oscara Jabłek Adama (2005).